# 10456 Anechka
10456 Anechka este un asteroid din centura principală de asteroizi.

## Descriere
10456 Anechka este un asteroid din centura principală de asteroizi. A fost descoperit pe 8 august 1978 la Observatorul de Astrofizică din Crimeea de Nikolai Cernîh. El prezintă o orbită caracterizată de o semiaxă mare de 2,38 ua, o excentricitate de 0,04 și o înclinație de 2,0° în raport cu ecliptica.